# Шейх Хамдуллах
Шейх Хамдулла́х (осман. شيخ حمدالله‎, араб. الشيخ حمد الله الأماسي‎, аш-Шейх Хамдуллах аль-Амаси; 1436—1520) — османский каллиграф.

## Биография
Хамдуллах родился в Амасье в 1436 году (по другим сведениям, между 1426—1430 годами). Его отец Мустафа Деде (осман. مصطفى دده‎) принадлежал к одному из туркменских племён Мавераннахра и переселился в Амасью из Бухары.
Каллиграфии Хамдуллах обучился у Хайреддина Мар’аши (араб. خير الدين المرعشي‎), который обучил его шести стилям каллиграфии. В своих работах Хамдуллах пытался подражать работам старых мастеров. Во время обучения он познакомился с сыном Мехмеда Завоевателя Баязидом, вскоре они стали друзьями. Когда Баязид стал султаном, он пригласил Хамдуллаха в столицу. Там он стал главным каллиграфом при дворе султана.
В 1485 году Баязид приобрёл 7 работ известного каллиграфа Якута аль-Муста’сими. После этого он поручил Хамдуллаху сделать новый каллиграфический стиль, схожий с использовавшимся аль-Муста’сими. Хотя Хамдуллах считал работы аль-Муста’сими непревзойдёнными, он всё же согласился. По мнению исследователей, новый стиль, который приказал создать Баязид, должен был стать символом новой империи и новой династии, основателем которых он хотел стать.
Хамдуллах на время стал отшельником, во время этого, ему, по его словам, было видение пророка Мухаммеда, который обучил его новым стилям каллиграфии. В итоге Хамдуллах переработал стиль каллиграфический стиль насх. Примерно с 1500 года при записи большинства Коранов использовался стиль Хамдуллаха, за это он стал известен как «отец османской каллиграфии». Ученики Хамдуллаха распространили его стиль по всей Османской империи. Стиль Хамдуллаха использовался около 150 лет, что сделало его одним из самых значительных османских каллиграфов. Даже две сотни лет спустя ученики, обучавшиеся каллиграфии, в том числе и Хафиз Осман, воспроизводили работы Хамдуллаха.
Всю свою жизнь Хамдуллах посвятил каллиграфии, не переставая заниматься этим ремеслом даже когда ему было более 80 лет. Хамдуллах создал 47 мусхафов, а также множество джузов и прочих трудов, многие из которых хранятся в коллекции дворца Топкапы. Каллиграфией Хамдуллаха расписаны мечети Баязида, Фирузага и Давуда в Стамбуле, а также мечеть Баязида в Эдирне.
По мере роста известности Хамдуллаха, росли рассказы о его умениях помимо каллиграфии, говорили, что Хамдуллах был прекрасным лучником, сокольничим, пловцом, а также превосходным портным.
Хамдуллах умер в 1520 году в Стамбуле. Похоронен на кладбище Караджаахмет. Сохранившиеся до наших дней его работы хранятся в коллекции дворца Топкапы.
Сын Хамдуллаха, Мевлана Деде Челеби, также был каллиграфом, он обучался у своего отца и сестры, имя которой неизвестно. Дочь Хамдуллаха вышла замуж за каллиграфа Шукруллу Халифе из Амасьи. Внуки Хамдуллаха, Пир Мухаммад Деде (сын дочери Хамдуллаха) и Дервиш Мухаммад (сын Мевланы Деде), стали каллиграфами, также как их отец и дед.

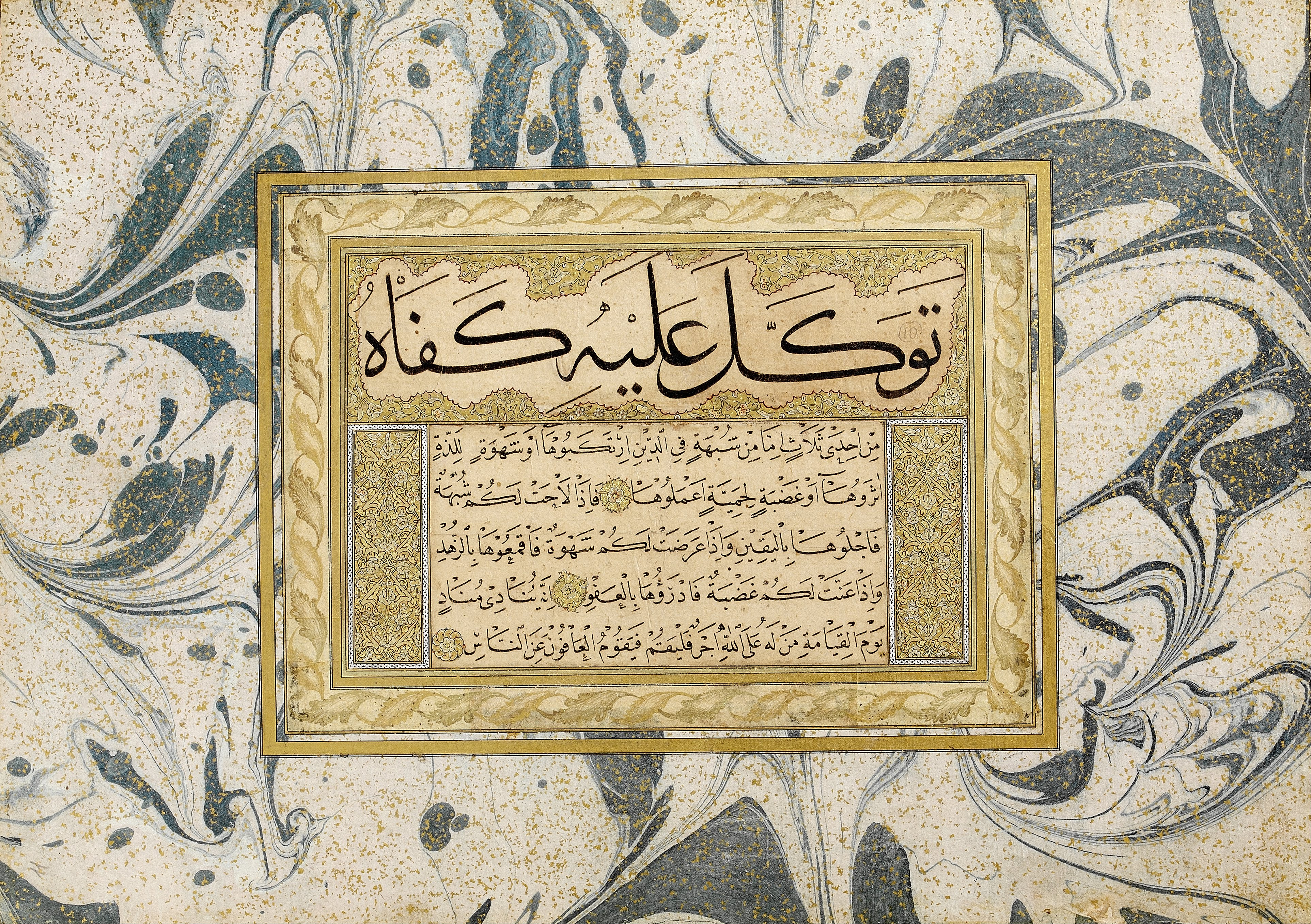
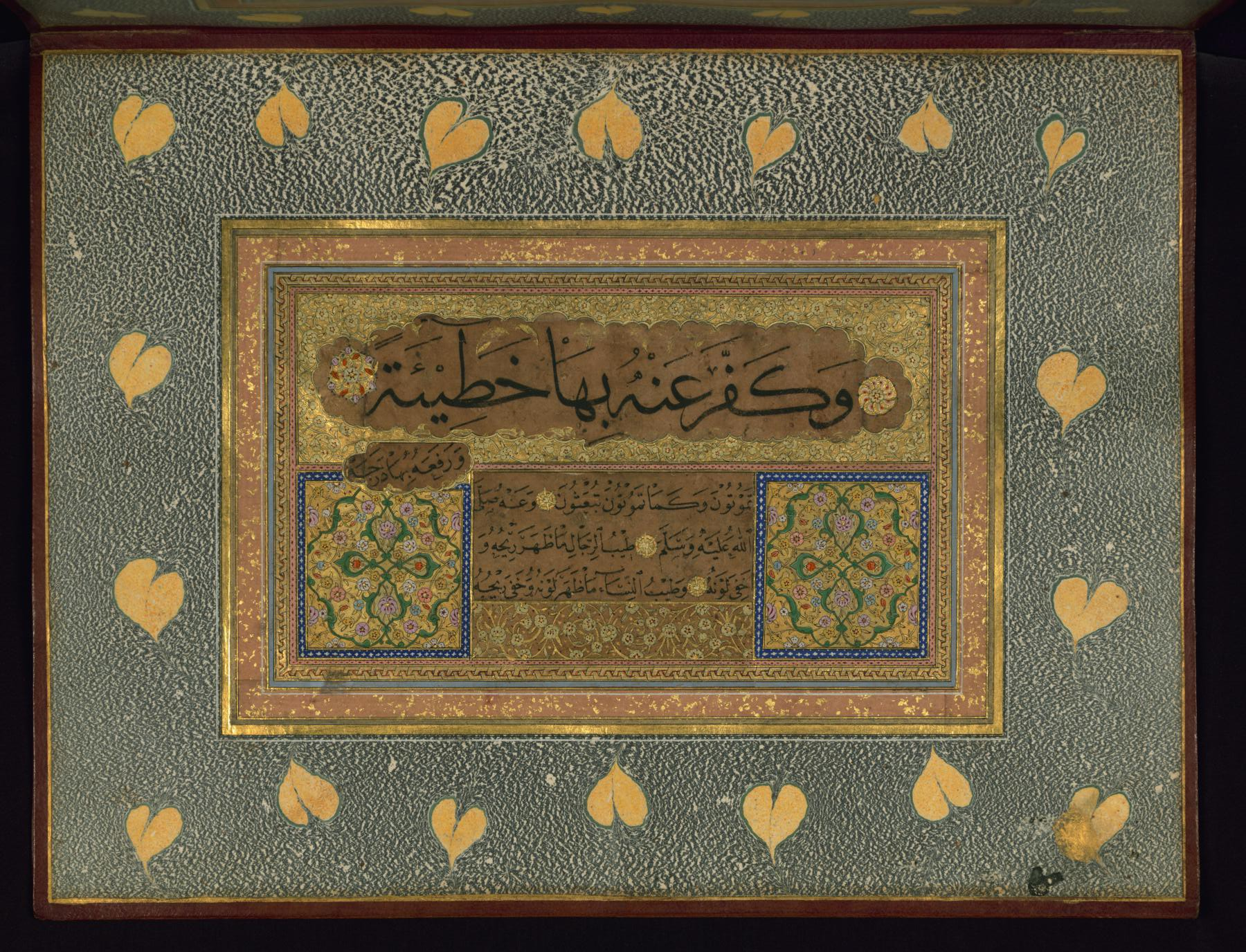
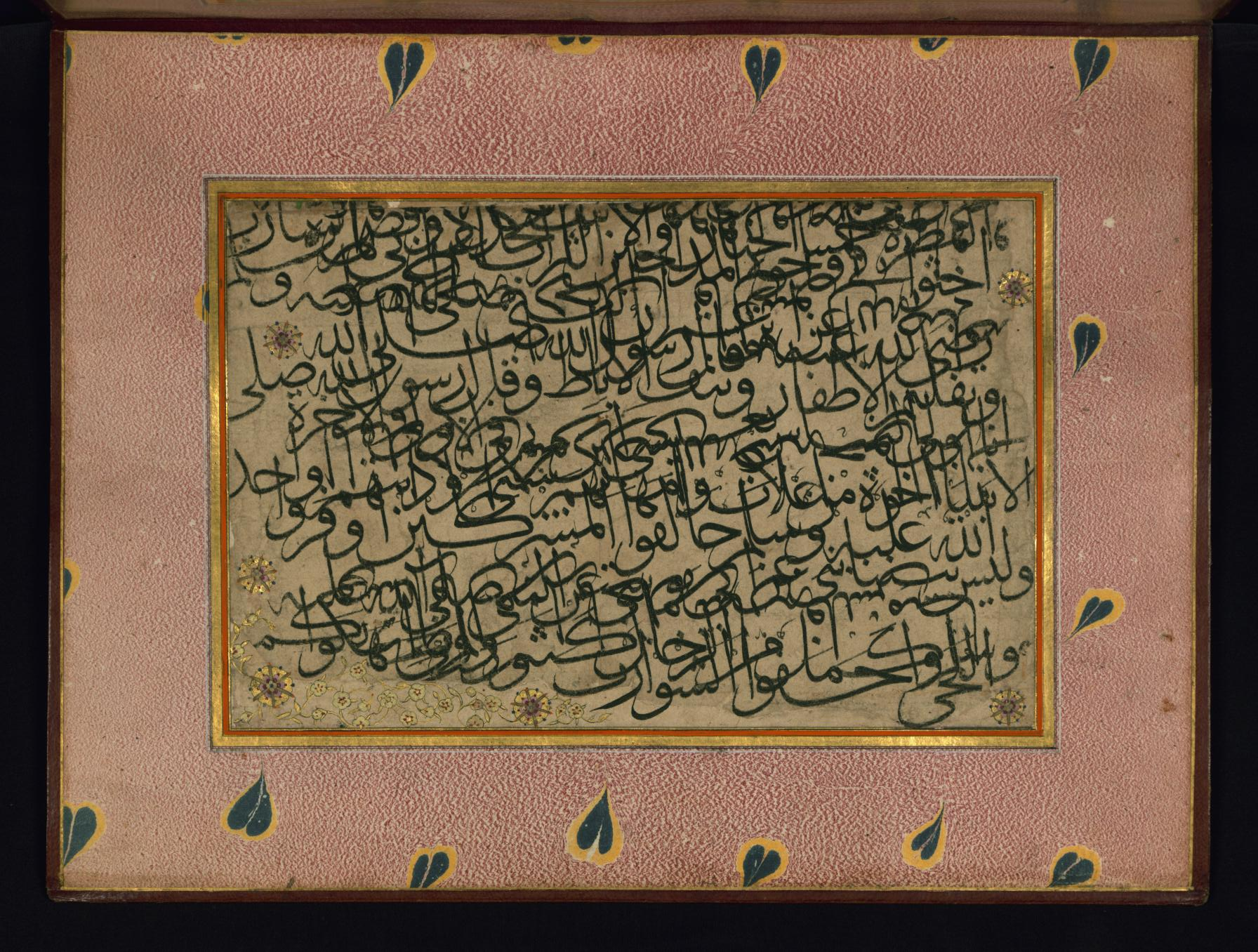